# Müslüm Gürses
Müslüm Gürses, né le 7 mai 1953 dans le village de Fıstıközü (Tisa en turcoman) à Halfeti dans la province de Şanlıurfa et mort le 3 mars 2013 à Istanbul, est un chanteur turc. Il a enregistré plus de 80 albums. Le film Müslüm sorti en 2018 lui est dédié.